# Návojský tunel
Návojský tunel je železniční tunel č. 262 na katastrálním území Návojná na úseku železniční trati Horní Lideč – Bylnice mezi dopravnou Valašské Klobouky a zastávkou Návojná v km 6,488–7,376.

## Historie
Trať byla vybudována v etapách mezi lety 1884 – 1937. Na úseku Hranice na Moravě – Valašské Meziříčí byl zahájen provoz 1. listopadu 1884, v úseku Valašské Meziříčí – Vsetín 1. července 1885 a Vsetín – Horní Lideč – Bylnice v roce 1928, která navazovala na Vlárskou dráhu s ukončením v Trenčianské Teplé na Slovensku.

## Geologie
Oblast se nachází v geomorfologickém celku Bílé Karpaty s podcelkem Chmelovská hornatina. Z geologického hlediska se nachází v oblasti magurské skupiny flyšového pásma, které je tvořeno zlínským souvrstvím bystrické jednotky. Pro ně je typický glaukonitický pískovec.

## Popis
Jednokolejný tunel byl postaven pro železniční trať Horní Lideč – Bylnice mezi někdejší stanicí  Valašské Klobouky a zastávkou Návojná. Je proražen v masívu vrchu (kóta 458 m n. m.) mezi údolími vodních toků Nedašovka a Brumovka. Tunel leží v nadmořské výšce 370 m a je dlouhý 887,83 m. Byl dokončen v roce 1927, na jeho vyzdění bylo spotřebováno více než 30 000 m³ kamene. Trať byla uvedena do provozu 21. října 1928.